# Trégastel

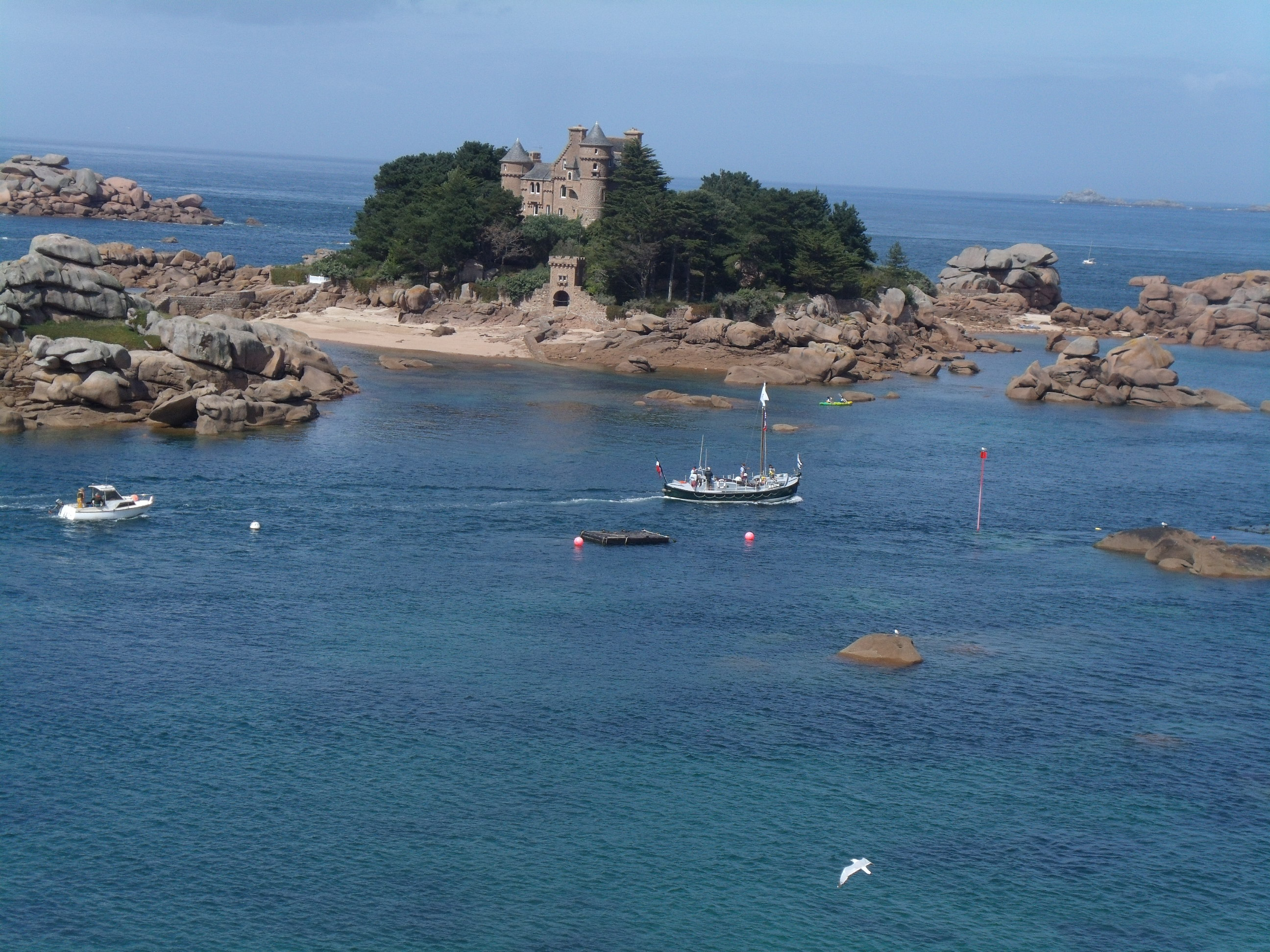
Château de Costaérès în Trégastel

Trégastel este o comună în departamentul  Côtes-d'Armor, Franța. În 1 ianuarie 2022 avea o populație de 2.532 de locuitori.